# ثيودور فرانكل
ثيودور فرانكل (بالإنجليزية: Theodore Frankel)‏ هو رياضياتي وأستاذ جامعي أمريكي، ولد في 17 يونيو 1929، وتوفي في 5 أغسطس 2017.